# Кведа-Насакирали
Кведа-Насакирали (груз. ქვედა ნასაკირალი) — посёлок городского типа (даба) в Озургетский муниципалитете края Гурия, Грузия. Посёлок расположен в 10 км от железнодорожной станции Озургети (на линии Натанеби — Озургети).

## История
В советское время в селе действовал совхоз, которым руководил Герой Социалистического Труда Михаил Георгиевич Гварджаладзе. В этом совхозе трудились Герои Социалистического Труда Тамара Семёновна Дарчия, Мария Тимофеевна Ивахнова, Шота Арсенович Кечекмадзе, Ирина Артёмовна Ковалёва, Валериан Георгиевич Нацваладзе, Антонина Сергеевна Соболева, Прасковья Яковлевна Сотник, Лидия Терентьевна Топчиева, Александра Андреевна Уткина и Гарпина Георгиевна Шкирия.
В 1976 году получил статус посёлка городского типа.
В посёлке расположен курорт.

## Население
| 1979 | 1989 | 2002 | 2014 |
| ---- | ---- | ---- | ---- |
| 2290 | 2616 | 2550 | 2898 |